# استشارة إدارية
 الاستشارات الإدارية هي مساعدة المؤسسات على تحسين أدائها، في المقام الأول من خلال تحليل المشاكل ووضع خطط لتحسين التنظيمات القائمة.
تحتاج المنظمات إلى خدمات الاستشاريين في مجال الإدارة لعدد من الأسباب، بما في ذلك اكتساب الخبرات الجديدة من خارج المنظومة والوصول إلى خبرات الاستشاريين المتخصصة.
تكتسب شركات الاستشارات الإدارية خبرتها المهنية نتيجة لتعرض مستشاريها لخبرات مع منظمات عديدة، ويقال عن الشركات الاستشارية أيضا أنها على مبينة من صناعة "أفضل الممارسات"، على رغم محدودية إمكانية نقل ملكية مثل هذه الممارسات من منظمة إلى أخرى بسبب الطبيعة الخاصة لحالة المشروع الراهنة.
قد تقدم شركات الاستشارات الإدارية أيضا المساعدة في إدارة التغيير التنظيمي، وتطوير المهارات والتدريب، وتنفيذ التكنولوجيا، وتطوير إستراتيجية، أو تحسين الخدمات التشغيلية.
 .